# Cliff Levingston
Clifford Eugene "Cliff" Levingston, född 4 januari 1961 i San Diego i Kalifornien, är en amerikansk före detta professionell basketspelare (PF) som tillbringade elva säsonger (1982–1992 och 1994–1995) i den nordamerikanska basketligan National Basketball Association (NBA), där han spelade för Detroit Pistons, Atlanta Hawks, Chicago Bulls och Denver Nuggets. Under sin karriär gjorde han 5 888 poäng (7,1 poäng per match), 752 assists och 4 307 rebounds, räddningar från att bollen ska hamna i nätkorgen, på 830 grundspelsmatcher. Han ingick några år i Chicago Bulls dynastilag som dominerade NBA mellan 1990 och 1998, där han var med om att vinna de två första av deras sex NBA-mästerskap som de bärgade under den tidsperioden. Han spelade också för grekiska PAOK och italienska Buckler Bologna.
Levingston draftades i första rundan i 1982 års draft av Detroit Pistons som nionde spelare totalt.